# Tom Davenport
Pour les articles homonymes, voir Davenport.
Tom Davenport, né le 13 juin 1939, est un cinéaste et distributeur de films indépendant américain qui a travaillé pendant des décennies à documenter la vie américaine et à explorer le folklore. Actuellement basé à Delaplane, Virginie, il est le fondateur et directeur de projet pour Folkstreams, un site Web qui héberge des films documentaires indépendants sur les racines et les cultures folkloriques américaines.

## Jeunesse et éducation
Tom Davenport a grandi en Virginie à l'extérieur de Washington, DC. Il a reçu son baccalauréat en anglais de l'Université Yale en 1961. Après avoir obtenu son diplôme, Davenport a été embauché dans le cadre du programme Yale-China, qui l'a envoyé à Hong Kong pour enseigner l'anglais au New Asia College pendant deux ans.
Davenport a ensuite étudié le chinois au East West Center de l'Université d'Hawaï. Dans le cadre de ce programme, il a passé un an à Taiwan, où il s'est intéressé à la méditation Zen qui se poursuit depuis.

## Filmographie
- 1970 : T'ai Chi Ch'uan
- 1973 : It Ain't City Music
- 1973 : The Upperville Show
- 1974 : The Shakers
- 1975 : Thoughts on Fox Hunting
- 1976 : Born for Hard Luck: Peg Leg Sam Jackson
- 1977 : Hansel and Gretel: An Appalachian Version
- 1979 : Rapunzel, Rapunzel
- 1980 : The Frog King
- 1981 : The Making of 'The Frog King'
- 1981 : Being a Joines: A Life in the Brushy Mountains
- 1982 : Bristlelip
- 1982 : Bearskin, or The Man Who Didn't Wash for Seven Years
- 1983 : The Goose Girl
- 1983 : Jack and the Dentist's Daughter
- 1986 : A Singing Stream: A Black Family Chronicle
- 1988 : Soldier Jack, or The Man Who Caught Death in a Sack
- 1990 : Ashpet: An American Cinderella
- 1992 : Mutzmag
- 1994 : Blow the Tannery Whistle: A Western Carolina Story
- 1995 : Making Grimm Movies
- 1996 : The Ballad of Frankie Silver
- 1997 : Thoughts on Beagling
- 1998 : Willa: An American Snow White
- 2000 : Remembering Emmanuel Church
- 2000 : When My Work is Over: The Life and Stories of Miss Louise Anderson, 1921-1994
- 2003 : Remembering The High Lonesome
- 2008 : Bodhidharma's Shoe
- 2012 : Where Do They All Go?
- 2016 : A Singing Stream: Reunion
- 2018 : The Other Side of Eden: Stories of a Virginia Lynching

### Interviews
- "Folkstreams documente l'Amérique, une heure à la fois." Entretien par Lynn Neary. Diffusé le 26 mai 2007. NPR: Weekend Edition samedi. Audio MP3 et transcription. Récupéré le 23 juin 2014.
- «Tom Davenport.» Entretien par Anne Kimzey. Diffusé le 1er janvier 2012. Archives des programmes de radio des arts de l'Alabama. Audio MP3. Récupéré le 21 juin 2014.